# Vicente da Fontoura
Antônio Vicente da Fontoura (Rio Pardo, 16 de junho de 1807 — Cachoeira do Sul, 20 de outubro de 1860) foi um político, diplomata e comerciante brasileiro. Principal líder civil da República Rio-Grandense, negociou a paz de Ponche Verde, que reintegrou o Rio Grande do Sul ao Brasil.

## Origens e primeiros anos em Cachoeira do Sul

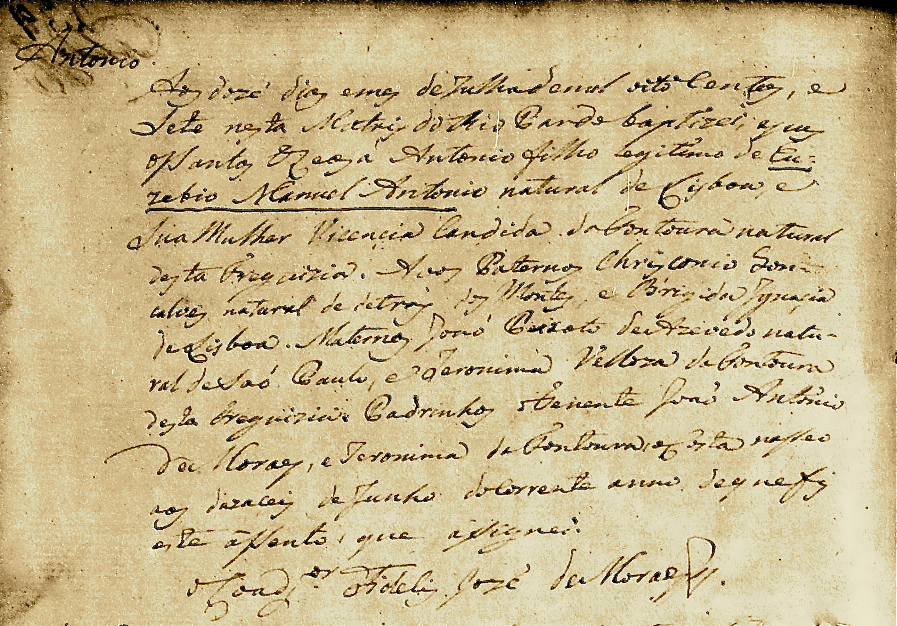
Certidão de batismo de Antônio Vicente da Fontoura (Rio Pardo, 1807)

Filho do agrimensor português Eusébio Manuel Antônio Gonçalves e de Vicência Cândida da Fontoura, Antônio Vicente nasceu em Rio Pardo em 16 de junho de 1807 (em seu diário, no entanto, Fontoura diz ter nascido em 8 de janeiro de 1807). Sem condições financeiras de ingressar em universidade ou de seguir carreira literária, empregou-se ainda adolescente numa casa comercial de Rio Pardo.
Em 1826, Fontoura mudou-se para Cachoeira do Sul, onde continuou a trabalhar como comerciário. Aos 22 anos de idade, abriu seu próprio negócio, que se transformaria em poucos anos no maior estabelecimento varejista do vale do Jacuí.
Fontoura iniciou sua carreira política em 1829, elegendo-se vereador de Cachoeira do Sul pelo Partido Liberal. Em 1831, foi nomeado procurador fiscal da Câmara Municipal. Em 1832, recebeu a patente de capitão da recém-criada Guarda Nacional. Reeleito vereador, exerceu também as funções de juiz de paz e de juiz ordinário em Cachoeira, cargo que ocupava quando da eclosão da Revolução Farroupilha em 1835.

## Líder farroupilha

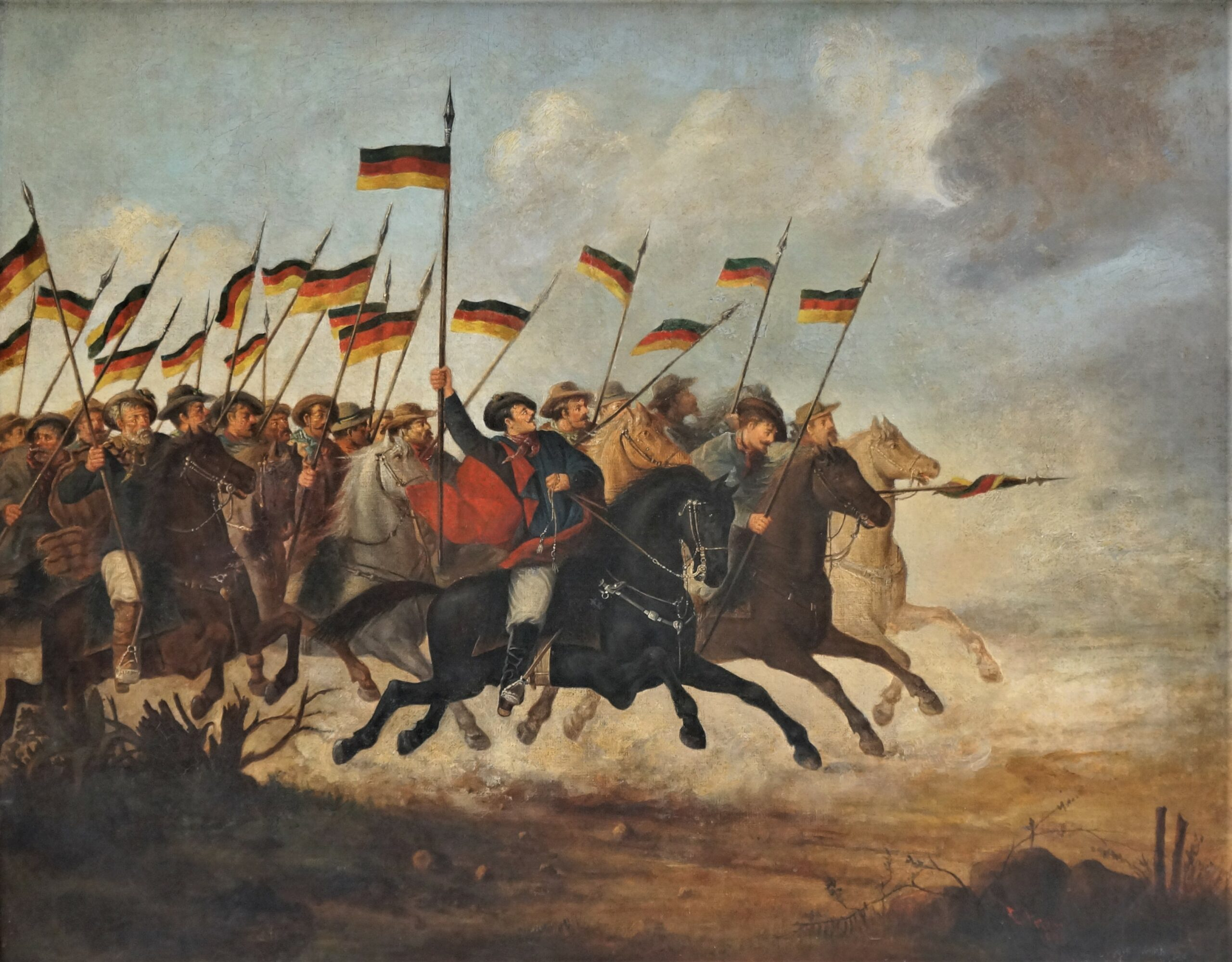
Carga do Exército Rio-Grandense (Museu Júlio de Castilhos, Porto Alegre)

Negociante ligado aos interesses agropecuários do Rio Grande do Sul, Fontoura estava entre os maiores críticos da política econômica do então governo central brasileiro, que favorecia as zonas exportadoras de commodities tropicais em detrimento do modelo gaúcho de produção, voltado quase que exclusivamente às necessidades do mercado doméstico. Além disso, na condição de maçom e de admirador de Jean-Jacques Rousseau e Voltaire, nutria forte antipatia pelo regime monárquico brasileiro.
Com a deflagração da Guerra dos Farrapos, em 20 de setembro de 1835, aderiu imediatamente às forças farroupilhas, e assumiu o comando das milícias revolucionárias de Cachoeira do Sul. Em 29 de setembro de 1835, à frente de 200 homens da Guarda Nacional, participou do cerco de Rio Pardo, forçando a capitulação do comandante legalista José Joaquim de Andrade Neves. Em 3 de novembro de 1835, tornou-se correspondente do recém-criado jornal farroupilha "O Mensageiro".
Proclamada a República Rio-Grandense em 11 de setembro de 1836, Fontoura continuou a participar da campanha militar, incluindo ações nos municípios de Piratini, Caçapava do Sul e São Gabriel. Em 1838, foi nomeado chefe de polícia da comarca de Rio Pardo e coletor-geral de impostos. Em 1839, assumiu o comando-geral da região das Missões, com sede em Cruz Alta.
No início de 1841, Fontoura chefiou a missão diplomática da República Rio-Grandense a Montevidéu, ocasião em que selou aliança entre os farroupilhas e o líder uruguaio Fructuoso Rivera, de quem se tornaria amigo pessoal. Nomeado Ministro da Fazenda em setembro de 1841, promoveu o saneamento das contas da República e concentrou verbas no esforço de guerra—em contraste com a política orçamentária menos pragmática de seu antecessor, Domingos José de Almeida.
Em 1842, Fontoura foi eleito deputado à Assembleia Constituinte do Alegrete com 2.474 votos. No parlamento rio-grandense, tornou-se líder do bloco de oposição ao núcleo militar da revolução, encabeçado por Bento Gonçalves e Antônio de Sousa Neto. Apesar de suas convicções republicanas, Fontoura não era defensor da manutenção da guerra e da independência do Rio Grande do Sul a qualquer custo. Convenceu-se de que esforço diplomático seria preferível à escalada militar do conflito, o que poderia agravar ainda mais o frágil quadro econômico gaúcho.

## Negociador da Paz de Ponche Verde

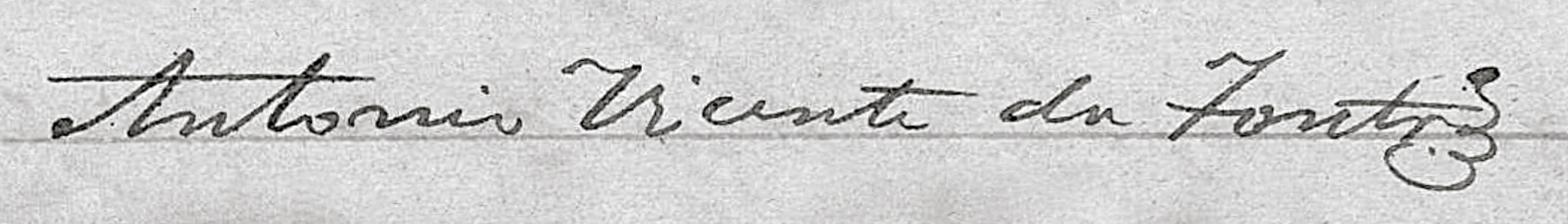
Assinatura de Antônio Vicente da Fontoura (c.1855)

Em fins de 1844, Fontoura foi escolhido pelo governo rio-grandense para conduzir as negociações de um tratado de paz com o governo central brasileiro. Enviado ao Rio de Janeiro, conseguiu negociar as cláusulas que permitiriam a reintegração pacífica e honrosa do Rio Grande do Sul ao Brasil. Durante sua permanência na então capital imperial, de 12 a 20 de dezembro de 1844, Fontoura—não obstante os objetivos conciliadores da missão que chefiava—fez questão de recusar participação em cerimônia de beija-mão ao Imperador Pedro II. Em seu diário, Fontoura observa que "ele [Pedro II] veio hoje [15 de dezembro de 1844] à corte para dar-me beija-mão; recusei e continuarei a recusar enquanto não for brasileiro".
De regresso ao Rio Grande, Fontoura empreendeu périplo pelos territórios sob controle farroupilha a fim de convencer as lideranças locais e militares a aceitar os termos da paz. Concluída em 1.º de março de 1845, a Paz de Ponche Verde proibiu punições ou retaliações aos líderes republicanos, concedeu compensações financeiras para o Rio Grande do Sul e garantiu a emancipação de todos os escravos que serviram no Exército Rio-Grandense. Fontoura presidiu a comissão responsável pelo pagamento das reparações aos farroupilhas entre 1845 e 1847.

## Últimos anos
Terminada a revolução, Fontoura voltou a dedicar-se ao comércio e à política em Cachoeira do Sul. Chefe local do Partido Liberal, foi reeleito vereador e presidiu a Câmara Municipal entre 1853 e 1856. Nesse período, foi condecorado pelo governo imperial com a ordem de Cristo no grau de comendador. Embora não tenha recusado a condecoração, jamais a utilizou.
Durante as eleições municipais de 8 de setembro de 1860, foi vítima de atentado, em plena Igreja, hoje Catedral, de Nossa Senhora da Conceição, falecendo algumas semanas mais tarde em decorrência dos ferimentos sofridos. Os mandantes do crime, lideranças locais do Partido Conservador, não chegaram a ser julgados, e apenas o executor, o escravo liberto Manuel Pequeno, foi condenado.

## Família e legado
“Ó patria sempre amada,
todo teu sempre serei;
desta glória sou contente,
que a ti só me dediquei”

— trecho de poema de Antônio Vicente da Fontoura, dedicado ao Rio Grande do Sul em 11 de março de 1845
Fontoura casou-se em 1829 com Clarinda Francisca Gomes Porto, irmã do político e militar José Gomes Portinho, primeiro barão de Cruz Alta. Seu genro Miguel Cândido da Trindade foi o primeiro Presidente da Câmara de Cachoeira do Sul após a elevação da localidade à categoria de cidade. Fontoura é avô do poeta e diplomata Antônio Vicente da Fontoura Xavier e bisavô do político Clóvis Pestana (1904-2001), prefeito de Porto Alegre e Ministro dos Transportes nos Governos Dutra e Quadros.
Apesar de sua importância para a República Rio-Grandense e para o desfecho da Guerra dos Farrapos, Antônio Vicente da Fontoura não recebeu o devido reconhecimento dos políticos e historiadores que transformariam a revolução de 1835, sobretudo a partir da proclamação da república no Brasil em 1889, numa espécie de "mito fundador" do estado do Rio Grande do Sul. Pesaram para tanto sua condição de líder civil, com escassa participação nos feitos militares da revolução, e sua oposição política e forte antipatia pessoal por Bento Gonçalves, descrito inúmeras vezes no diário de Fontoura como um administrador inábil e um militar incompetente (Fontoura refere-se a Gonçalves pelos apelidos pejorativos de "Bambaquerê" ou "Bambá").
A Paz de Ponche Verde e seu diário pessoal—escrito entre 1.º de janeiro de 1844 e 22 de março de 1845—estão entre os principais legados históricos de Antônio Vicente da Fontoura. Foi o único grande líder farroupilha a deixar um diário, que, com suas minuciosas descrições e análises, constitui fonte primária fundamental para a compreensão da fase final da Guerra dos Farrapos.
Era parente em 3o. grau de Francisco Pinto da Fontoura (1816-1858), autor da letra do Hino Rio-Grandense, e de Paulino da Fontoura (1800-1843), seu aliado na Assembleia da auto-proclamada República Rio-Grandense e Vice-Presidente desta, ambos também assassinados .